# 処罰阻却事由
処罰阻却事由（しょばつそきゃくじゆう）とは、刑法学において用いられる概念であって、犯罪が成立してもその行為者に刑罰を科すことができなくなる事由をいう。

## 1　総論
処罰阻却事由が認められた場合は、被告人を有罪と判断することはできるが、刑罰を科すことはできなくなる。

　親族相盗例に関する日本刑法244条1項や、軽微な交通人身事故に関する同法211条2項（ただし、任意的（刑罰を絶対に科してはならないのではなく、裁判所に刑罰を科すかどうかの裁量の余地がある。）である。）、自己庇護目的の処罰妨害（日本刑法の犯人蔵匿及び証拠隠滅におおむね相当する。）を不可罰とするドイツ刑法285条5項（ただし、処罰妨害罪固有の免責事由と見る説もある。）などがその例である。

## 2　処罰阻却事由の具体例
(a)244条1項：親族間の犯罪に関する特例：窃盗・不動産侵奪について刑の免除

　　　　2項：1項の親族以外の親族間で罪を犯した場合、公訴提起には告訴が必要。

(b)257条1項：親族等の間の犯罪に関する特例：盗品譲受などの罪の刑の免除

→いずれも、文言上は「刑の免除」になっていることに注意。刑は成立する。

免除＝国家による刑罰権放棄がされる。政策的なもの。

→いずれも条件は、「親族」であること

①135条　13章の罪＝秘密を犯す罪は告訴がなければ公訴提起できない

②209条2項　過失傷害。罪が軽いから。30万以下の罰金・科料。

③229条本文：224条の未成年者略取誘拐、225条の営利・わいせつ・結婚・生命身体加害目的の略取誘拐、227条1項3項の幇助目的の引渡し・収受・輸送・蔵匿・隠避は告訴ないと公訴提起不可。但し、営利・生命身体加害目的は除かれる。

　同但書：犯人と婚姻したときは、婚姻の無効・取消しの裁判の確定がないと、告訴の効力がない。

④232条　名誉に対する罪は公訴提起に告訴必要。

⑤264条　私用文書・電磁記録毀棄罪・器物損壊など、信書隠匿。

ここでは(ア)公用文書・電磁記録毀棄　(イ)建造物・艦船損壊・致死傷　(ウ)自己物損壊　(エ)境界損壊は除かれる。

＞なんで？それは公共の利益・他人の利益に関わり、自己の処分権限の範囲外だから。

ただし、建造物・艦船損壊については、それでは説明できない。損害が大きい＝社会経済上の損失が大きいことを持ち出すしかない。

人の死傷の結果が生じていれば別の説明も可能だが、264条の条文上は260条前段・後段を区別していない。

## 3　客観的処罰条件との区別
犯罪が成立すれば国家が刑罰権を行使するのが通常だが、例外的に一定の条件が具備されるまで処罰しない場合がある。

　これを客観的処罰条件という。

　(a)事前収賄罪　197条3項：「公務員となろうとする者」が、「公務員となった場合」

→犯罪は成立している。収賄しているから。しかし公務員にならなければ、処罰できない。

(b)詐欺破産罪における破産手続開始決定の確定（破産265条）

→詐欺に当たるから犯罪は成立している。しかし決定が確定するまで処罰できない。

(c)詐欺更生罪における更生手続開始決定の確定（会社更生法266条）

## 4　刑事手続上の訴追・処罰の制限との区別
犯罪が成立し、かつ刑罰権が発生しているけれども、刑事手続において起訴の条件が課される場合がある。

親告罪における告訴がその例である。

＊告訴＝被害者などによる犯人の訴追・処罰を求める意思表示をいう。

刑訴230条　被害者の告訴権。

同260条　告訴・告発・請求事件についての検察官の通知義務

同261条　公訴不提起処分について請求ある場合の理由告知義務